# دبلیودبلیوئی روز ۱ (۲۰۲۳)
دبلیودبلیوئی روز یک یا دِی وان (به انگلیسی: WWE Day 1) یک رویداد غیر رایگان (Pay-Per-View) در کشتی حرفه‌ای است که توسط کمپانی دبلیودبلیوئی و برای هر دو برند راو و اسمک‌داون تهیه می‌شود که این دوره‌اش همان‌طور که از نامش مشخص است، در ۱ ژانویه ۲۰۲۳ و در استیت فارم آرنا شهر آتلانتا، ایالت جورجیا برگزار خواهد شد. این دومین رویداد با نام روز یک است. همچنین این رویداد اولین رویداد غیر رایگان (Pey-Per-View) کمپانی دبلیودبلیوئی در سال ۲۰۲۳ خواهد بود.

## زمینه‌سازی
روز یک شامل مسابقاتی بین دشمنی‌های موجود، ماجراهای پیش آمده و استوری‌هایی خواهد بود که پیش از این در برنامه‌های را و اسمَک‌دَون پخش شده بود. کشتی‌گیرها با توجه به مسابقات یا سری اتفاقاتی که برایشان رخ می‌دهد و تنش را به حداکثر می‌رساند، نقش منفی یا قهرمان به خود می‌گیرند و در این رویداد به مسابقه و رقابت می‌پردازند.